# Каин (фильм)
«Каин» (англ. Caine) — будущий американский остросюжетный боевик режиссёра Донни Йена по сценарию Мэттсона Томлина. Главные роли в фильме исполнят Йен и Рина Саваяма, повторив роли Каина и Симадзы Акиры из фильма «Джон Уик 4». Производством фильма занимаются компании Thunder Road Films и 87Eleven Entertainment, права на кинопрокат принадлежат Lionsgate.

## Сюжет
Подробности сюжета держатся в тайне, но известно, что главным героем фильма станет слепой наёмный убийца «Каин».

## В ролях
- Донни Йен — Каин
- Рина Саваяма — Симадзу Акира

## Производство
В марте 2023 года Донни Йен выразил заинтересованность в повторном исполнении своей роли из фильма «Джон Уик 4» в потенциальном спин-оффе, в центре которого будет его персонаж Каин, и что обсуждалось продолжение сцены после титров из фильма «Джон Уик 4». К ноябрю 2023 года, после получения разрешения забастовки сценаристов и актеров, Lionsgate сообщила, что работа над спин-оффом официально возобновилась. В мае 2024 года Донни Йен официально подписал контракт на повторное исполнение роли Каина в фильме, по сценарию, написанном Робертом Аскинсом. Продюсерская команда «Джона Уика» Чад Стахелски из 87Eleven Entertainment и Бэзил Иваник и Эрика Ли из Thunder Road Films вернулись к производству фильма, прокатом которого займётся компания Lionsgate Films. Проект описывается как современный классический фильм о кунг-фу в гонконгском стиле. Йен рассматривал возможность режиссуры фильма, и был официально объявлен режиссёром на CinemaCon 2025, а Маттсон Томлин присоединился к проекту для переписывания сценария. В мае 2025 года стало известно, что Рина Саваяма повторит свою роль Симадзы Акиры.
Начало основных съёмок запланировано на конец 2025 года в Гонконге.